# Maikop

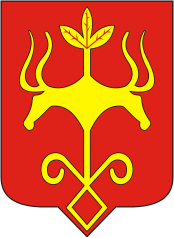
Stema orașului

Steagul

Maikop (ru. Майнкап) este un oraș din republica Adîgheia, Federația Rusă, cu o populație de 156.931 locuitori.
Maikop este capitala Republicii Adîgheia. 
1. ↑  OKTMO
2. ↑  , Wikipedia în rusă http://maikop.ru/city/maykop-stolitsa-respubliki-adygeya/ Lipsește sau este vid: |title= (ajutor)